# Levente

Wapenschild van de Levente-organisatie

De Levente-organisatie (Hongaars: Leventeszervezetek) of kortweg Levente (een oud Hongaars woord voor "held" of "ridder") was een paramilitaire jongerenorganisatie in het Hongarije tijdens het interbellum en de Tweede Wereldoorlog. De organisatie werd opgericht in 1921 met als opgegeven doel de bevordering van de gezondheid en fysiek van de jongeren. Sinds het midden van de jaren 1930 verwerd de Levente de facto een poging om het verbod op dienstplicht, zoals bepaald in het Verdrag van Trianon, te omzeilen en naderhand werd ze openlijk een pre-militaire organisatie onder leiding van veteranen. Vanaf 1939 werden alle Hongaarse jongeren van 12 tot 21 jaar verplicht om deel te nemen aan de Levente.

Levente-leden uit Baranya nemen deel aan het Eerste Nationale Levente-Sportfestival

De organisatie wordt gewoonlijk vergeleken met de Hitlerjugend in nazi-Duitsland of de Opera Nazionale Balilla in Italië. Deze vergelijking gaat niet helemaal op. Hoewel in de Levente, net zoals bij deze twee organisaties, militaire oefening centraal stond, was de Levente nooit openlijk fascistisch of gepolitiseerd. Desalniettemin was ze zeker niet vrij van politieke beïnvloeding.
De Levente had ook een kleinere meisjesafdeling, de zogenaamde Leventelányok ("Levente-meisjes"), die in in 1942 werd opgericht als een vrijwillige vereniging. Ten tijde van de Hongaarse Staat, de nazi-Duitse marionettenstaat onder leiding van Ferenc Szálasi, werd er ook een Levente-plicht opgelegd aan meisjes van 12 tot 19 jaar oud, ondanks hevige tegenkanting van de Katholieke Kerk.
Naar het einde van de Tweede Wereldoorlog toe moesten de Levente-leden effectief dienen als hulptroepen. Tijdens de Sovjetbezetting van Hongarije werden vele Levente-activisten berecht door Sovjet-rechtbanken, veroordeeld voor zogenaamde anti-Sovjet-activiteiten en gedeporteerd naar de Sovjet-Unie voor dwangarbeid.